# Mpanda
Mpanda este un oraș din Tanzania.